# Leviathan (Erdgasfeld)
Das Erdgasfeld Leviathan ist ein 2010 entdecktes, submarines Erdgasfeld im Mittelmeer, im Levantischen Becken vor der Küste Israels. Es liegt unter dem Grund des Meeres, das hier etwa 1500–1700 m tief ist, ca. 130 km westlich von Haifa und etwa 47 km südwestlich des Tamar-Erdgasfelds. Es stellte einen der weltweit größten Neufunde an marinen Erdgasvorkommen zwischen 2000 und 2010 dar. Nach Meinung einiger Medien hat dieser Gasfund das Potential, Israels Außenwirtschaftsbeziehungen mit seinen Nachbarländern Türkei und Ägypten grundlegend zu ändern.  Gemeinsam mit dem nahegelegenen Tamar-Ergasfeld wird das Leviathan-Gasfeld als eine Chance für Israel gesehen, zu einem signifikanten Erdgasexporteur im Mittleren Osten zu werden.

## Geschichte

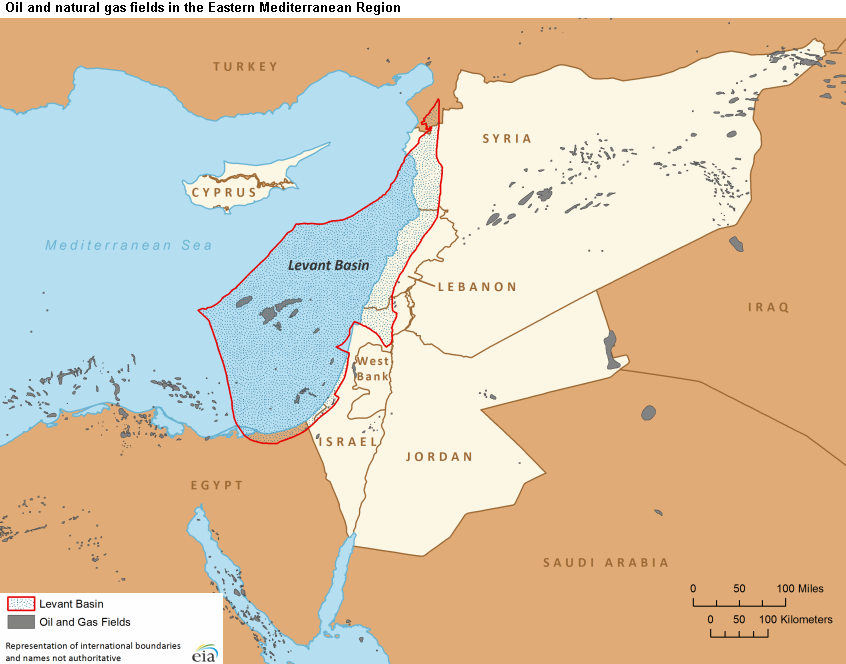
Grenzen des Levantischen Beckens (US EIA)

Im Juli 2010 erklärte die Öl- und Gaserkundungs- und -förderfirma Noble Energy, dass seismische Studien mit 50%iger Wahrscheinlichkeit darauf hindeuteten, dass im sogenannten Leviathan-Feld Erdgas vorhanden sein könnte, wobei die potentielle Größe des Reservoirs auf mehr als 450 Mrd. m³ (16 Billionen Kubikfuß) geschätzt wurde. Die erste Erkundungsbohrung Leviathan 1 wurde auf 5170 m abgeteuft und die Entdeckung am 30. Dezember 2010 veröffentlicht. Die Bohrung mit Nobles Bohrplattform Homer Ferrington
kostete 92,5 Mio. US$.
Die zweite Bohrphase an Leviathan 1 sollte eine Tiefe von 7200 m erreichen, was eine zusätzliche Gaslagerstätte und potentiell 600 Mio. Barrel Erdöl versprach. Während die erste Gaslagerstätte bei -5170 m in derselben Sandsteinschicht entdeckt wurde, die bereits aus dem Tamar-Gasfeld als gasführend bekannt war, liegen die zusätzlichen Öl- und Gaslagerstätten in Schichten, die zuvor im Levantischen Becken nicht erkundet wurden. Noble hatte zweimal vergeblich versucht, die tieferen Schichten zu erreichen, scheiterte aber an den enormen technischen Herausforderungen des Bohrens in solche extremen Tiefen. Dennoch wurde auf dem Weg zur beabsichtigten Bohrtiefe weiteres Gas entdeckt, und 2012 hatte Noble noch immer Pläne diese Schichten zu erkunden.
Das Leviathan-Gasfeld war bis zur Entdeckung des Zohr-Gasfelds vor der Küste Ägyptens im August 2015 das größte Erdgasfeld im Mittelmeer.
Es ist der größte Erdgasfund in der Geschichte von Noble Energy, die Leviathan mit einem Konzessions-Anteil von 39,66 % betreiben; Weitere Investoren sind Delek Drilling mit 22,67 %; Avner Oil Exploration mit 22,67 %; und Ratio Oil Exploration mit 15 %. Im Februar 2014 kaufte Woodside Energy ein Viertel des Leviathan-Felds für bis zu 2,55 Mrd. US-Dollar. Im Mai 2014 wurde bekannt, dass Woodside Energy sich von einer Übereinkunft zur Übernahme von Anteilen im Wert von bis zu 2,7 Mrd. US$ an Israels Leviathan-Gasproject zurückzieht, da die Gruppe, die das Feld entwickle, ihren Fokus auf regionale Märkte richten wolle.
Im Sommer 2014 revidierte die niederländische Firma Sewall & Associates (NSAI) den Gehalt der Gaslagerstätte nach oben auf 621 Mrd. m³. Der Förderbeginn wurde mit 2017 angegeben. Im April 2015 berichtete das Israelische Energieministerium, dass es mit NSAI und den Leviathan-Partnern zusammenarbeite, um den Widerspruch zwischen der revidierten NSAI-Schätzung und aus anderen Analysen vorliegenden Schätzungen aufzuklären, die einen Höchstwert von 470 Mrd. m³ nahelegten.
Am 19. Oktober 2015 vereinbarten der russische Präsident Wladimir Putin und Israels Premierminister Benjamin Netanyahu die Vergabe umfangreicher Konzessionen an Gazprom, um die Leviathan-Lagerstätte zu entwickeln.
Die Konzessionsvergabe der israelischen Regierung ist in Israel heftig umstritten. Einerseits wird kritisiert, dass Israel die Ausbeutung der Ressourcen unter Wert an ausländischen Investoren delegiert habe, andererseits wurden die zunächst großen Hoffnungen durch eine Niedrigpreisphase beim Rohöl gedämpft, die auch auf den Gasmarkt durchschlägt, denn die Gasfelder liegen im Tiefseebereich und sind daher teuer in der Förderung und auch in der Bergung des geförderten Gases. Außerdem wird die Verwundbarkeit der weit außerhalb Israels im offenen Meer liegenden Förderplattformen für jegliche Art von Terrorismus oder militärische Angriffe seitens Israel feindlicher Anrainerstaaten kritisch gesehen. So wurde in Israel die vertragliche Festlegung der Erschließung lange durch Vorwürfe der Monopolbildung und des Ausverkaufs nationaler Ressourcen behindert. 2015 haben auch Exportszenarien nach Ägypten durch dortige eigene Gasfunde (Gasfeld Zohr) an Wahrscheinlichkeit verloren.

## Rechtsstreit mit Libanon
Die Existenz des Leviathan-Gasfeldes stellt die Staaten in diesem Teil des Östlichen Mittelmeeres vor einige Herausforderungen sowohl hinsichtlich ihrer Kooperation untereinander als auch im erweiterten Energiekontext des Mittelmeerraums. Nach der Entdeckung des Leviathan-Gasfelds 2010 argumentierte Libanon, dass das Feld sich in libanesische Hoheitsgewässer erstrecke. Nach einem Bericht der Agence France-Presse vom 9. Juni 2010 behauptete Libanons Parlamentssprecher Nabih Berri, dass Israel „die Tatsache ignoriere, dass sich die Lagerstätte nach Kartenlage bis in libanesische Gewässer erstreckt“. Israels damaliger Minister für Nationale Infrastrukturen antwortete in einem Interview: „Wir werden nicht zögern, unsere Macht und Stärke einzusetzen um nicht nur die Geltung des Gesetzes zu schützen, sondern auch das internationale Seerecht“.
Im August 2010 übermittelte Libanon der UNO seine offizielle Sicht bezüglich der Seegrenze, die darauf hindeutete, dass Libanon die Gasfelder Tamar und Leviathan als außerhalb seines Territoriums liegend betrachtet (obwohl es auch andeutete, andere prospektive Felder in der Region könnten auf libanesischem Gebiet liegen). Die Vereinigten Staaten drückten ihre Unterstützung für den Vorschlag des Libanon aus.

## Förderung
Die Förderplattform befindet sich nur 10 km vor der Küste Israels. Es wird befürchtet, dass am Beginn der Förderung giftige Gase austreten. Mehrere Kommunen und eine Umweltorganisation hatten deshalb das Bezirksgericht in Jerusalem konsultiert. Der Beginn der Förderung wurde deshalb vorläufig untersagt. Die Einstweilige Anordnung am 19. Dezember 2019 wieder aufgehoben. Am 24. Dezember 2019 wurde der geplante Förderbeginn auf Anweisung des Umweltministeriums um einige Tage verschoben.
Am 31. Dezember 2019 wurde mit der Förderung begonnen.